# Super Adventure Island II
Super Adventure Island II (高橋名人の大冒険島Ⅱ Takahashi Meijin no Daibōken Jima Tsū?, "Mästare Takahashis stora äventyrsö II") är SNES-spel från Hudson Soft, utgivet 1995. Spelet är ett plattformsäventyr.

## Handling
Higgins gifter sig med Tina, då plötsligt en tropisk cyklon upp under deras smekmånad, och skiljer dem åt.  Tina befinner sig på en tropisk kust medan Higgins beger sig till kungen av Waku-Waku för att rädda inte bara Tina, utan även en prinsessa.

### Fotnoter
1. ↑  ”Super Adventure Island II” (på engelska). Mobygames. 15 mars 1995. http://www.mobygames.com/game/super-adventure-island-ii. Läst 18 maj 2015.